# Robin Driscoll
Robin Driscoll (7 de setembro de 1957) é um ator e roteirista britânico. Ele é mais conhecido por ter atuado e escrito vários episódios da série Mr. Bean, ao lado de seu amigo Rowan Atkinson.
Driscoll também atuou em vários episódios do programa Only Fools and Horses.